# Like a Baby
〈Like a Baby〉는 제시 스톤이 지은 노래로, 비키 넬슨이 비키 레코드에서 싱글로 가장 먼저 출판했다. 이후 엘비스 프레슬리가 1960년 음반 《Elvis Is Back!》에 취입하게 된다. 제임스 브라운 앤 더 페이머스 플레임스도 1963년 싱글로 발매하게 된다. 이 버전은 R&B 차트에서 24위로 뛰어오른다. 본 싱글의 B면에는 〈Every Beat of My Heart〉의 기악곡 버전이 수록돼 있으며, 이 곡 역시 빌보드 핫 100에 99위로 일약한다. 제임스 브라운 앤 더 페이머스 플레임스의 공연 버전이 1964년 실황 음반 《Pure Dynamite! Live at the Royal》에 취입되어 있다. 완다 잭슨이 2011년 음반 《The Party Ain't Over》을 통해 본인 버전을 공개했다.
렌 베리가 녹음하고 존 마다라, 데이비드 화이트, 렌 베리가 작곡한 〈Like a Baby〉와 엄연히 다른 곡이다.